# Carvalhais e Candal
Carvalhais e Candal (oficialmente: União das Freguesias de Carvalhais e Candal) é uma freguesia portuguesa do município de São Pedro do Sul, com 43,73 km² de área e 1413 habitantes (censo de 2021). A sua densidade populacional é 32,3 hab./km².

## História
Foi criada aquando da reorganização administrativa de 2012/2013, resultando da agregação das antigas freguesias de Carvalhais e Candal:

## Demografia
A população registada nos censos foi:
| Distribuição da População por Grupos Etários | Distribuição da População por Grupos Etários | Distribuição da População por Grupos Etários | Distribuição da População por Grupos Etários | Distribuição da População por Grupos Etários | Distribuição da População por Grupos Etários |
| -------------------------------------------- | -------------------------------------------- | -------------------------------------------- | -------------------------------------------- | -------------------------------------------- | -------------------------------------------- |
| Antes da agregação                           |                                              |                                              |                                              |                                              |                                              |
| Ano                                          | 0-14 anos                                    | 15-24 anos                                   | 25-64 anos                                   | >= 65 anos                                   | Total                                        |
| 2001                                         | 288                                          | 283                                          | 933                                          | 408                                          | 1912                                         |
| 2011                                         | 208                                          | 162                                          | 761                                          | 423                                          | 1554                                         |
| Após a agregação                             |                                              |                                              |                                              |                                              |                                              |
| Ano                                          | 0-14 anos                                    | 15-24 anos                                   | 25-64 anos                                   | >= 65 anos                                   | Total                                        |
| 2021                                         | 147                                          | 158                                          | 648                                          | 460                                          | 1413                                         |